# 島津郷子
島津 郷子（しまづ きょうこ、11月21日 - ）は、日本の漫画家。

## 人物
三重県度会郡出身。血液型はA型。
1972年、『週刊マーガレット』（集英社）4月10日臨時増刊号に掲載の「パリは11月」でデビュー。以後、1980年代にかけて、同誌や『週刊セブンティーン』（集英社）などの少女向け漫画誌で活躍。1980年代後半からは『YOU』『オフィスユー』（いずれも集英社）を主な活動の場とし、大人の女性向けの作品を発表。代表作は、1991年から11年にわたって連載された「ナース・ステーション」。
しかし2001年にパーキンソン病を発症し、「新ナース・ステーション」の連載を中断。そして、闘病生活の末に2008年に脳へ電極を埋め込む手術を受け、2009年に漫画活動を再開。同年の『YOU』No.18（9月1日発売）の別冊付録｢ナース・ステーション大特集｣で復帰作「ナース・ステーション」の特別編と共に闘病手記を発表。そして2010年に「完結編」の連載を開始し、翌2011年に完結させた。

## 主な作品
- ヒロインの条件（1981年、週刊セブンティーン、集英社）
- ひとりぼっちのパンドラ（1982年 - 1983年、週刊セブンティーン）
- ガラスの靴は似合わない（1983年 - 1984年、週刊セブンティーン）
- 鍵（1989-1991年、オフィスユー、集英社）
- ナース・ステーション（1991年 - 2001年、オフィスユー、YOU、集英社）全20巻、文庫版全12巻
- 私の部屋へようこそ（1992年、YOU）
- 新ナース・ステーション（2001年 - 2002年、YOU）
- ナース・ステーション 完結編（2010年-2011年、YOU）文庫版全1巻
- 漫画家、パーキンソン病になる。（2016年、ぶんか社）